# Mikel Gaztañaga
Mikel Gaztañaga Etxeberria é um ciclista espanhol nascido a 30 de dezembro de 1979, natural da localidade guipuzcoa de Itsasondo (País Basco, Espanha). 
Em seu passo pelo campo amador destacou o quarto posto obtido no Campeonato de Espanha de Ciclismo em Estrada em  2002, sendo o melhor corredor da categoria elite (amador), disputando a final dessa temporada a Volta a Galiza como profissional na equipa portuguesa Matesica-Abodoba. Seu passo definitivo ao campo profissional realizou-o no ano 2004.

## Palmarés

### Pista
2005
- Campeonato da Espanha Madison (fazendo par com Asier Maeztu)

2006
- 2º no Campeonato da Espanha Madison (fazendo par com Unai Elorriaga)

### Estrada
2006
- 1 etapa da Volta à Comunidade de Madrid
- Tour de Vendée
- Circuito de Getxo

2007
- Tour de Vendée
- 1 etapa do G. P. Paredes Rota duas Móveis

2008
- Clássica de Loire-Atlantique

## Resultados em Grandes Voltas e Campeonatos do Mundo
Durante a sua carreira desportiva tem conseguido os seguintes postos nas Grandes Voltas e nos Campeonatos do Mundo em estrada:
| Corrida            | 2002 | 2003 | 2004 | 2005 | 2006 | 2007 | 2008 | 2009 |
| ------------------ | ---- | ---- | ---- | ---- | ---- | ---- | ---- | ---- |
| Giro de Itália     | -    | -    | -    | -    | -    | -    | -    | -    |
| Tour de França     | -    | -    | -    | -    | -    | -    | -    | -    |
| Volta a Espanha    | -    | -    | -    | -    | -    | -    | -    | Ab.  |
| Mundial em Estrada | -    | -    | -    | -    | -    | -    | -    | -    |

-: não participa
Ab.: abandono
F.c.: descalificado por "fora de controle"

### Classificações mundiais
}
| Ano             | 2005   | 2006 | 2007 | 2008  | 2009  |
| UCI Europe Tour | 309.º. | 19.º | 73.º | 310.º | 257.º |

## Equipas
- Matesica-Abodoba (2002)[6]
- Cafés Baqué (2004)
- Cataluña-Ángel Mir (2005)
- Atom (2006)
- Agritubel (2007-2008)
- Contentpolis-AMPO (2009)